# Хохряковка
Хохряковка — упразднённая в 1971 году деревня в Александровском районе Владимирской области России.

## География
Урочище находится в северо-западной части области, в зоне хвойно-широколиственных лесов, на правом берегу реки Серой, к востоку от автодороги 17Н-13, на расстоянии примерно 2 километров (по прямой) к северо-северо-востоку от города Александрова, административного центра района.

### Климат
Климат характеризуется как умеренно континентальный, с умеренно тёплым летом, холодной зимой, короткой весной и облачной, часто дождливой осенью. Среднегодовая температура воздуха — +3,4 °C. Годовое количество атмосферных осадков — 549 миллиметров, из которых большая часть выпадает в тёплый период.

## История
В «Списке населенных мест Владимирской губернии по сведениям 1859 года» населённый пункт упомянут как деревня Хохряковка (Семёновская) Александровского уезда, при реке Серой, расположенная по левую сторону от почтового тракта из Александрова в Переславль, в 4 верстах от уездного города. В деревне насчитывалось 18 дворов и проживал 141 человек (71 мужчина и 70 женщин).
По состоянию на 1905 год, в Хохряковке имелось 15 дворов и проживало 139 человек. В административном отношении деревня входила в состав Александровской волости.
В советское время входила в состав Бакшеевского сельсовета Александровского района (в период с 1941 до 1965 годы — в составе Струнинского района). Упразднена решением облисполкома № 1493 от 31 декабря 1971 года как фактически не существующая.